# Kaisa Launela
Kaisa Launela (Kaisa Maria Launela; * 13. Mai 1948 in Kemijärvi) ist eine ehemalige finnische Speerwerferin.
1966 siegte sie bei den Europäischen Juniorenspielen in Odessa, und 1968 wurde sie Achte bei den Olympischen Spielen in Mexiko-Stadt.
1964 und 1968 wurde sie Finnische Meisterin. Ihre persönliche Bestleistung von 55,60 m stellte sie am 31. August 1968 in Helsinki auf.